# Udumalaipettai
Udumalaipettai là một thành phố và khu đô thị của quận Coimbatore thuộc bang Tamil Nadu, Ấn Độ.

## Nhân khẩu
Theo điều tra dân số năm 2001 của Ấn Độ, Udumalaipettai có dân số 58.893 người. Phái nam chiếm 49% tổng số dân và phái nữ chiếm 51%. Udumalaipettai có tỷ lệ 81% biết đọc biết viết, cao hơn tỷ lệ trung bình toàn quốc là 59,5%: tỷ lệ cho phái nam là 85%, và tỷ lệ cho phái nữ là 77%. Tại Udumalaipettai, 8% dân số nhỏ hơn 6 tuổi.